# Liste des monuments historiques de Brasschaat
Cette page regroupe l'ensemble des monuments classés de la ville de Brasschaat dans la province d'Anvers en Belgique.
| Objet                                                         | Statut du classement? | Année de construction/architecte | Section communale | Adresse                | Coordonnées                      | Numéro d'inventaire | Illustration                                                  |
| ------------------------------------------------------------- | --------------------- | -------------------------------- | ----------------- | ---------------------- | -------------------------------- | ------------------- | ------------------------------------------------------------- |
| (nl) Ziekenhuis, nu bejaardentehuis Sint-Jozef                |                       |                                  | Brasschaat        | Van Hemelrijcklei 90   | 51° 17′ 44″ nord, 4° 29′ 25″ est | 12771               | Téléverser                                                    |
| (nl) Huis                                                     |                       |                                  | Brasschaat        | Baillet-Latourlei 17   | 51° 16′ 19″ nord, 4° 27′ 51″ est | 12772               | Téléverser                                                    |
| (nl) De Zilverbron, woning Nieuwe Zakelijkheid                | Oui                   |                                  | Brasschaat        | Baillet-Latourlei 19   | 51° 16′ 20″ nord, 4° 27′ 52″ est | 12773               | Téléverser                                                    |
| (nl) De Zilverbron, woning Nieuwe Zakelijkheid                | Oui                   |                                  | Brasschaat        | Baillet-Latourlei 21   | 51° 16′ 20″ nord, 4° 27′ 52″ est | 12773               | Téléverser                                                    |
| (nl) Landhuis                                                 | Oui                   |                                  | Brasschaat        | Bredabaan 14           | 51° 16′ 13″ nord, 4° 27′ 55″ est | 12774               | Téléverser                                                    |
| (nl) Eertijds Bremdonkhoeve, nu De Melkerij                   |                       |                                  | Brasschaat        | Bredabaan 93           | 51° 16′ 34″ nord, 4° 28′ 57″ est | 12775               | Téléverser                                                    |
| (nl) Landhuis 1883                                            |                       |                                  | Brasschaat        | Bredabaan 131          | 51° 17′ 05″ nord, 4° 29′ 02″ est | 12776               | Téléverser                                                    |
| (nl) Politie en Postbureel                                    |                       |                                  | Brasschaat        | Bredabaan 182          | 51° 17′ 18″ nord, 4° 29′ 14″ est | 12777               | Téléverser                                                    |
| (nl) Politie en Postbureel                                    |                       |                                  | Brasschaat        | Bredabaan 188          | 51° 17′ 18″ nord, 4° 29′ 14″ est | 12777               | Téléverser                                                    |
| (nl) Rijhuisjes                                               |                       |                                  | Brasschaat        | Bredabaan 223          | 51° 17′ 13″ nord, 4° 29′ 12″ est | 12778               | Téléverser                                                    |
| (nl) De Rode Leeuw, hoekhuis                                  | Oui                   |                                  | Brasschaat        | Bredabaan 262          | 51° 17′ 25″ nord, 4° 29′ 27″ est | 12780               | Téléverser                                                    |
| (nl) Parochiekerk Sint-Antonius                               | Oui                   |                                  | Brasschaat        | Armand Reusensplein 11 | 51° 17′ 24″ nord, 4° 29′ 32″ est | 12781               | Téléverser                                                    |
| (nl) Cafe De Kroon, huis                                      |                       |                                  | Brasschaat        | Bredabaan 409          | 51° 17′ 28″ nord, 4° 29′ 38″ est | 12783               | Téléverser                                                    |
| (nl) Kasteel Torenhof                                         |                       |                                  | Brasschaat        | Bredabaan 502          | 51° 18′ 06″ nord, 4° 29′ 52″ est | 12784               | Téléverser                                                    |
| (nl) Kasteel Torenhof                                         |                       |                                  | Brasschaat        | Bredabaan 504          | 51° 18′ 05″ nord, 4° 29′ 54″ est | 12784               | Téléverser                                                    |
| (nl) Bellenhof, kasteel Beelenhof                             |                       |                                  | Brasschaat        | Bredabaan 704          | 51° 19′ 04″ nord, 4° 30′ 58″ est | 12787               | (nl) Bellenhof, kasteel Beelenhof                             |
| (nl) Bellenhof, kasteel Beelenhof                             |                       |                                  | Brasschaat        | Bredabaan 706          | 51° 19′ 04″ nord, 4° 30′ 58″ est | 12787               | Téléverser                                                    |
| (nl) Bellenhof, kasteel Beelenhof                             |                       |                                  | Brasschaat        | Bredabaan 710          | 51° 19′ 04″ nord, 4° 30′ 58″ est | 12787               | (nl) Bellenhof, kasteel Beelenhof                             |
| (nl) Breedhuis                                                |                       |                                  | Brasschaat        | Bredabaan 1045         | 51° 19′ 22″ nord, 4° 31′ 13″ est | 12788               | Téléverser                                                    |
| (nl) Parochiekerk Onze-Lieve-Vrouw Onbevlekt Ontvangen        |                       |                                  | Brasschaat        | Bredabaan 1049         | 51° 19′ 23″ nord, 4° 31′ 14″ est | 12789               | Téléverser                                                    |
| (nl) Boerderij, nu manege                                     |                       |                                  | Brasschaat        | Donksesteenweg 162     | 51° 17′ 00″ nord, 4° 27′ 49″ est | 12790               | Téléverser                                                    |
| (nl) Conciergewoning, gebouw                                  |                       |                                  | Brasschaat        | Donksesteenweg 237     | 51° 16′ 51″ nord, 4° 27′ 11″ est | 12791               | Téléverser                                                    |
| (nl) Gemeentehuis                                             |                       |                                  | Brasschaat        | Bredabaan 182          | 51° 17′ 15″ nord, 4° 29′ 10″ est | 12792               | (nl) Gemeentehuis                                             |
| (nl) Tweegezinswoning                                         |                       |                                  | Brasschaat        | Eikenlei 7             | 51° 16′ 20″ nord, 4° 27′ 59″ est | 12793               | Téléverser                                                    |
| (nl) Tweegezinswoning                                         |                       |                                  | Brasschaat        | Eikenlei 9             | 51° 16′ 20″ nord, 4° 27′ 59″ est | 12793               | Téléverser                                                    |
| (nl) Kasteel Withof                                           |                       |                                  | Brasschaat        | Bredabaan 906          | 51° 19′ 49″ nord, 4° 31′ 21″ est | 12794               | Téléverser                                                    |
| (nl) Hoeve, poort Oude Eikelenberg                            |                       |                                  | Brasschaat        | Hoogboomsteenweg 148   | 51° 18′ 57″ nord, 4° 28′ 30″ est | 12795               | Téléverser                                                    |
| (nl) Hoeve, poort Oude Eikelenberg                            |                       |                                  | Brasschaat        | Hoogboomsteenweg 150   | 51° 18′ 57″ nord, 4° 28′ 30″ est | 12795               | Téléverser                                                    |
| (nl) Hoeve, poort Oude Eikelenberg                            |                       |                                  | Brasschaat        | Hoogboomsteenweg 152   | 51° 18′ 57″ nord, 4° 28′ 30″ est | 12795               | Téléverser                                                    |
| (nl) Hoevecomplex Proefstation                                | Oui                   |                                  | Brasschaat        | Oude Gracht 170        | 51° 19′ 22″ nord, 4° 28′ 11″ est | 12796               | (nl) Hoevecomplex Proefstation                                |
| (nl) Hoevecomplex Proefstation                                | Oui                   |                                  | Brasschaat        | Oude Gracht 174        | 51° 19′ 19″ nord, 4° 28′ 10″ est | 12796               | Téléverser                                                    |
| (nl) Hoeve cottagestijl                                       | Oui                   |                                  | Brasschaat        | Oude Gracht 176        | 51° 19′ 20″ nord, 4° 28′ 07″ est | 12797               | Téléverser                                                    |
| (nl) Hoeve cottagestijl                                       | Oui                   |                                  | Brasschaat        | Oude Gracht 178        | 51° 19′ 20″ nord, 4° 28′ 07″ est | 12797               | Téléverser                                                    |
| (nl) Boerenhuisje                                             |                       |                                  | Brasschaat        | Hoogboomsteenweg 184   | 51° 18′ 53″ nord, 4° 28′ 25″ est | 12798               | (nl) Boerenhuisje                                             |
| (nl) Neoclassicistisch herenhuis                              |                       |                                  | Brasschaat        | Lage Kaart 167         | 51° 17′ 52″ nord, 4° 28′ 36″ est | 12814               | (nl) Neoclassicistisch herenhuis                              |
| (nl) Hof Ten Bos                                              | Oui                   |                                  | Brasschaat        | Lage Kaart z.nr.       | 51° 18′ 42″ nord, 4° 29′ 47″ est | 12815               | Téléverser                                                    |
| (nl) Landhuis                                                 |                       |                                  | Brasschaat        | Leopoldslei 132        | 51° 17′ 46″ nord, 4° 28′ 57″ est | 12816               | (nl) Landhuis                                                 |
| (nl) Landhuis                                                 |                       |                                  | Brasschaat        | Louislei 12            | 51° 17′ 12″ nord, 4° 27′ 01″ est | 12817               | Téléverser                                                    |
| (nl) Hof ter Mick in domein De Mik                            | Oui                   |                                  | Brasschaat        | Mikhof 9               | 51° 18′ 40″ nord, 4° 32′ 06″ est | 12818               | (nl) Hof ter Mick in domein De Mik                            |
| (nl) Brug en toegangspoort tot kasteel                        | Oui                   |                                  | Brasschaat        | Mikhof 14              | 51° 18′ 50″ nord, 4° 32′ 04″ est | 12819               | (nl) Brug en toegangspoort tot kasteel                        |
| (nl) Dekenij, nu taverne D'oude Pastorie                      | Oui                   |                                  | Brasschaat        | Miksebaan 3            | 51° 17′ 24″ nord, 4° 29′ 36″ est | 12820               | (nl) Dekenij, nu taverne D'oude Pastorie                      |
| (nl) Landhuis                                                 |                       |                                  | Brasschaat        | Miksebaan 6            | 51° 17′ 22″ nord, 4° 29′ 34″ est | 12821               | Téléverser                                                    |
| (nl) Park van Brasschaat met kasteel van Brasschaat en hoeven | Oui                   |                                  | Brasschaat        | Gemeentepark 5         | 51° 17′ 19″ nord, 4° 29′ 52″ est | 12823               | (nl) Park van Brasschaat met kasteel van Brasschaat en hoeven |
| (nl) Wagenhuis                                                |                       |                                  | Brasschaat        | Gemeentepark 3         | 51° 17′ 21″ nord, 4° 29′ 44″ est | 12824               | Téléverser                                                    |
| (nl) Hovenierswoning                                          |                       |                                  | Brasschaat        | Gemeentepark 6         | 51° 17′ 16″ nord, 4° 29′ 42″ est | 12825               | Téléverser                                                    |
| (nl) Hemelhoeve met manege                                    |                       |                                  | Brasschaat        | Gemeentepark 8         | 51° 17′ 07″ nord, 4° 29′ 31″ est | 12826               | Téléverser                                                    |
| (nl) Obelisk 1885 en zuil 1841                                |                       |                                  | Brasschaat        | Gemeentepark z.nr.     | 51° 17′ 04″ nord, 4° 29′ 00″ est | 12827               | Téléverser                                                    |
| (nl) Landhuis op oude wijk het Zant                           |                       |                                  | Brasschaat        | Miksebaan 129          | 51° 17′ 31″ nord, 4° 30′ 11″ est | 12828               | Téléverser                                                    |
| (nl) Boerenhuis                                               |                       |                                  | Brasschaat        | Miksebaan 227          | 51° 17′ 41″ nord, 4° 30′ 38″ est | 12830               | Téléverser                                                    |
| (nl) Kasteel Ankerhof                                         |                       |                                  | Brasschaat        | Miksebaan 305          | 51° 18′ 01″ nord, 4° 31′ 28″ est | 12831               | Téléverser                                                    |
| (nl) Kasteel Ankerhof                                         |                       |                                  | Brasschaat        | Miksebaan 307          | 51° 18′ 01″ nord, 4° 31′ 28″ est | 12831               | Téléverser                                                    |
| (nl) Classicistisch kasteel Mishaegen                         |                       |                                  | Brasschaat        | Mishagen 47            | 51° 19′ 20″ nord, 4° 29′ 28″ est | 12833               | (nl) Classicistisch kasteel Mishaegen                         |
| (nl) Boerenhuisjes                                            |                       |                                  | Brasschaat        | Molenweg 57            | 51° 17′ 32″ nord, 4° 26′ 59″ est | 12834               | Téléverser                                                    |
| (nl) Boerenhuisjes                                            |                       |                                  | Brasschaat        | Molenweg 59            | 51° 17′ 32″ nord, 4° 26′ 59″ est | 12834               | Téléverser                                                    |
| (nl) Hoeve de Mick                                            |                       |                                  | Brasschaat        | Papestraat 24          | 51° 18′ 25″ nord, 4° 32′ 32″ est | 12835               | Téléverser                                                    |
| (nl) Huis                                                     |                       |                                  | Brasschaat        | Peter Benoitlei 4      | 51° 18′ 16″ nord, 4° 29′ 15″ est | 12836               | Téléverser                                                    |
| (nl) Parochiekerk Sint-Jozef                                  |                       |                                  | Brasschaat        | Rerum Novarumlei 24    | 51° 18′ 13″ nord, 4° 30′ 23″ est | 12837               | Téléverser                                                    |
| (nl) Parochiekerk Heilige Familie                             |                       |                                  | Brasschaat        | Rustoordlei            | 51° 18′ 06″ nord, 4° 28′ 17″ est | 12838               | (nl) Parochiekerk Heilige Familie                             |
| (nl) Rustoord Salve 1910                                      |                       |                                  | Brasschaat        | Rustoordlei 77         | 51° 18′ 04″ nord, 4° 28′ 21″ est | 12839               | (nl) Rustoord Salve 1910                                      |
| (nl) Gebouw Anno 1900 kantoor                                 | Oui                   |                                  | Brasschaat        | Sint Antoniuslei 95    | 51° 17′ 47″ nord, 4° 26′ 53″ est | 12840               | Téléverser                                                    |
| (nl) Zie Mishagenstraat                                       |                       |                                  | Brasschaat        | Sionkloosterlaan 1     | 51° 19′ 18″ nord, 4° 29′ 27″ est | 12841               | (nl) Zie Mishagenstraat                                       |
| (nl) Villa Peirsman, huis                                     | Oui                   |                                  | Brasschaat        | Zwaantjeslei 5         | 51° 16′ 11″ nord, 4° 27′ 51″ est | 12842               | Téléverser                                                    |
| (nl) Sint-Michielscollege                                     |                       |                                  | Brasschaat        | Kapelsesteenweg 72     | 51° 16′ 21″ nord, 4° 27′ 36″ est | 47910               | Téléverser                                                    |
| (nl) Parochiekerk Heilig Hart van Jezus                       |                       |                                  | Brasschaat        | Kapelsesteenweg 216    | 51° 16′ 48″ nord, 4° 27′ 12″ est | 47911               | Téléverser                                                    |
| (nl) Katerheidemolen                                          |                       |                                  | Brasschaat        | Kapelsesteenweg z.nr.  | 51° 17′ 28″ nord, 4° 26′ 43″ est | 47912               | Téléverser                                                    |
| (nl) Landhuis                                                 |                       |                                  | Brasschaat        | Ternincklei 64         | 51° 16′ 26″ nord, 4° 27′ 58″ est | 87761               | Téléverser                                                    |